# Torneo de Portoroz 2021
El Zavarovalnica Sava Portorož 2021 fue un torneo femenino de tenis que se jugó en pistas duras. Se trató de la 7.ª edición de la Zavarovalnica Sava Portorož, como parte del calendario de torneos wta 250 de la WTA Tour 2021. Se llevó a cabo en Portorož (Eslovenia) del 14 al 19 de septiembre de 2021.

## Distribución de puntos
| Modalidad           | Campeona | Finalista | Semifinales | Cuartos de final | 2ª ronda | 1ª ronda | Clasificadas | 3ª ronda de clasificación | 2ª ronda de clasificación | 1ª ronda de clasificación |
| Individual femenino | 280      | 180       | 110         | 60               | 30       | 1        | 18           | 14                        | 10                        | 1                         |
| Dobles femenino     | 280      | 180       | 110         | 60               | -        | 1        | -            | -                         | -                         | -                         |

## Cabezas de serie

### Individuales femenino
| Tenista           | Ranking | Preclasificada |
| Petra Martić      | 32      | 1              |
| Yulia Putintseva  | 33      | 2              |
| Alison Riske      | 35      | 3              |
| Sorana Cîrstea    | 39      | 4              |
| Tamara Zidanšek   | 40      | 5              |
| Dayana Yastremska | 51      | 6              |
| Rebecca Peterson  | 54      | 7              |
| Donna Vekić       | 57      | 8              |

- Ranking del 30 de agosto de 2021.

### Dobles femenino
| Tenista                           | Ranking | Preclasificada |
| Andreja Klepač Tamara Zidanšek    | 101     | 1              |
| Aleksandra Krunić Lesley Kerkhove | 143     | 2              |
| Katarzyna Piter Heather Watson    | 231     | 3              |
| Anna Kalinskaya Tereza Mihalíková | 265     | 4              |

## Campeonas

### Individual femenino
Jasmine Paolini venció a  Alison Riske por 7-6(4), 6-2

### Dobles femenino
Anna Kalinskaya /  Tereza Mihalíková vencieron a  Aleksandra Krunić /  Lesley Kerkhove por 4-6, 6-2, [12-10]